# Paracyathus rotundatus
Paracyathus rotundatus är en korallart som beskrevs av Semper 1872. Paracyathus rotundatus ingår i släktet Paracyathus och familjen Caryophylliidae. Inga underarter finns listade i Catalogue of Life.